# Millepora braziliensis
Millepora braziliensis är en nässeldjursart som beskrevs av Addison Emery Verrill 1868. Millepora braziliensis ingår i släktet Millepora och familjen Milleporidae. IUCN kategoriserar arten globalt som otillräckligt studerad. Inga underarter finns listade i Catalogue of Life.